# Jefferson (Georgia)
Jefferson város az Amerikai Egyesült Államok Georgia államában, Jackson megyében, melynek megyeszékhelye is. Lakosainak száma 13 233 fő (2020. április 1.).

## Népesség
A település népességének változása:

| 2010 | 9 432  |
| 2020 | 13 233 |